# NGC 2942
NGC 2942 este o galaxie spirală situată în constelația Leul Mic. A fost descoperită în 6 martie 1828 de către John Herschel. Se află la o distanță de 58,34 de megaparseci de Pământ.